# Theodor Joset
Theodore Joset (Chinese: 若瑟神父, * 7. Oktober 1804 in Courfaivre, Helvetische Republik; † 5. August 1842 in Hongkong) war ein Schweizer Priester und erster Apostolischer Präfekt von Hongkong.
Joset wurde 1831 zum Priester für das Bistum Lausanne, Genf und Freiburg geweiht. Nach seiner Weihe wirkte er zwei Jahre in Saignelégier. Anschließend wurde er zum Vertreter der Propagandakongregation in der portugiesischen Kolonie Macau ernannt. Am 13. August 1833 reiste er nach China ab und kam am 15. November 1834 in Macau an.
Joset sollte Raphael Umpierres, den Prokurator der Mission in Macau, unterstützen und trat 1835 seine Nachfolge an. Am 17. Dezember 1839 wurde er zusätzlich zum Generalkonsul von Karl Albert, König von Sardinien ernannt.
Während des Ersten Opiumkrieges wurde er auf die Notwendigkeit einer Seelsorge im britischen Hongkong aufmerksam. Die in Hongkong stationierten britischen Truppen, unter denen viele irische Katholiken waren, hatten keine Militärkapläne. Für die Seelsorge war Macau zuständig. Angesichts der alarmierenden Krankheits- und Todesrate britischer Soldaten erkannte Josef, dass die Dienste katholischer Priester in Hongkong dringenden notwendig geworden waren.
Pater Joset wandte sich in einem Brief von Macau nach Rom. Papst Gregor XVI. verfügte daraufhin am 22. April 1841, dass eine unabhängige Apostolische Präfektur errichtet werden sollte. Sie erfolgte nur drei Monate, nachdem die britische Flagge in Hongkong gehisst wurde, und lange vor dem Vertrag von Nanking, der im August 1842 Hongkong offiziell an Großbritannien abtreten sollte. Gleichzeitig mit der Errichtung wurde Joset zum ersten Apostolischen Präfekten ernannt.
Josets Vorgehen und die kirchliche Reaktion zog den Unmut der portugiesischen Behörden in Macau auf sich, die die Jurisdiktion für Hongkong beanspruchten. Daraufhin wurde er mit weiteren Priestern und chinesischen Seminaristen aus Macau verbannt. Sie kamen am 3. März 1842 in Hongkong an.
Joset begann mit dem Aufbau eines Missionshauses, dem Bau einer Kirche, eines Seminars und eines Friedhofs. Am 7. Juni 1842 wurde in der Wellington Street der Grundstein für eine der unbefleckten Empfängnis geweihten Kirche gelegt.
Bereits am 5. August 1842 starb er im Alter von 38 Jahren.
Er wurde hinter dem Hochaltar der katholischen Kathedrale von Hongkong bestattet. Auf einer Marmorplatte steht:

„Here awaiting the Resurrection are the mortal remains of Theodore Joset, Swiss priest of the Propaganda Fide, Apostolic Representative, Procurator of China, First Apostolic Prefect of Hong Kong and of all the Missions. He lived thirty-eight years and died on the 5th of August 1842.“

„Hier wartet auf die Auferstehung die sterblichen Überreste von Theodore Joset, Schweizer Priester der Propaganda Fide, Apostolischer Vertreter, Prokurator von China, dem ersten apostolischen Präfekten von Hongkong und allen Missionen. Er lebte achtunddreißig Jahre und starb am 5. August 1842.“